# Привалов Михайло Мойсейович
Михайло Мойсейович Привалов (18 серпня 1913, селище Дроздовський (Дроздовка) Томської губернії, тепер Тогучинського району Новосибірської області, Російська Федерація — 26 липня 2004, місто Москва, Російська Федерація) — радянський діяч, новатор виробництва, металург, старший майстер, начальник мартенівського цеху Кузнецького металургійного комбінату Кемеровської області. Кандидат у члени ЦК КПРС у 1961—1966 роках. Депутат Верховної ради СРСР 4—5-го скликань, член Президії Верховної ради СРСР 5-го скликання в 1958—1962 роках. Герой Соціалістичної Праці (19.07.1958).

## Життєпис
Народився в селянській родині. У 1931—1933 роках — учень школи фабрично-заводського учнівства (ФЗУ), за фахом сталевар.
У 1933—1938 роках працював підручним сталевара, сталеваром, майстром мартенівського цеху Кузнецького металургійного комбінату (КМК) імені Сталіна.
У 1938 році переїхав до міста Макіївки Сталінської області. У 1939—1941 роках — майстер печей новомартенівського цеху Макіївського металургійного заводу імені Кірова Сталінської області. У жовтні 1941 року евакуйований до міста Сталінська (Кузнецька), повернувся на КМК імені Сталіна.
У 1941—1951 роках — майстер, у 1951—1958 роках — старший майстер Кузнецького металургійного комбінату імені Сталіна.
Член ВКП(б) з 1944 року.
У 1956 році без відриву від виробництва закінчив Сталінський (Кузнецький) металургійний технікум.
Указом Президії Верховної Ради СРСР від 19 липня 1958 року за видатні успіхи, досягнуті в справі розвитку чорної металургії Привалову Михайлу Мойсейовичу присвоєно звання Героя Соціалістичної Праці з врученням ордена Леніна і золотої медалі «Серп і Молот».
У 1958—1960 роках — заступник начальника, в 1960 році — в.о. начальника, в 1960—1963 роках — начальник мартенівського цеху № 1 Кузнецького металургійного комбінату.
У 1963—1965 роках — головний спеціаліст технічного відділу головного управління чорних металів Державного комітету чорної і кольорової металургії СРСР.
У 1965—1991 роках — головний сталеплавильник Міністерства чорної металургії СРСР. У 1991—1993 роках — головний сталеплавильник Комітету у справах чорної металургії Російської Федерації.
З 1993 року — персональний пенсіонер у місті Москві.
Помер у липні 2004 року. Похований в Московській області на Малаховському цвинтарі Люберецького району.

## Нагороди і звання
- Герой Соціалістичної Праці (19.07.1958)
- чотири ордени Леніна (10.04.1943; 2.04.1952; 26.12.1952; 19.07.1958)
- орден Трудового Червоного Прапора (5.05.1949)
- орден «Знак Пошани» (20.08.1973)
- медаль «За доблесну працю у Великій Вітчизняній війні 1941—1945 рр.»
- медалі
- Сталінська премія ІІ ступеня (1950) — за докорінне удосконалення технології і управління виробництвом на Кузнецькому металургійному комбінаті імені Сталіна, що забезпечило високу продуктивність і економічну роботу
- Державна премія СРСР (1967) — за розробку і впровадження нової технології виготовлення та відновлення подин, що забезпечує підвищення продуктивності мартенівських печей
- Почесний металург СРСР (1949)